# Mesomorpher Zustand
Der mesomorphe Zustand ist ein bei manchen Stoffen auftretender, nichtklassischer Aggregatzustand verschiedener Ausprägung zwischen den klassischen Aggregatzuständen fest und flüssig.
Georges Friedel (19. Juli 1865–11. Dezember 1933) bestätigte zum ersten Mal den Mesomorphen Zustand.
Beispiele für Stoffgruppen mit auftretenden mesomorphen Zuständen:
- Flüssigkristalle
- plastische Kristalle

Der Übergang vom festen zum flüssigen Aggregatzustand erfolgt über Mesophasen. Flüssigkristalle bilden zwischen dem festen und flüssigen Zustand smektische und nematische Phasen. Dabei wird zuerst die Fernordnung im Kristall aufgegeben, wobei eine Nahordnung bestehen bleibt. Im gegenteiligen Fall wird bei plastischen Kristallen zunächst die Nahordnung aufgelöst, wobei eine Fernordnung erhalten bleibt. Als Beispiel kann hier das Adamantan genannt werden, wo die hochsymmetrischen („kugelförmigen“) Moleküle im plastischen Zustand entsprechende Rotationsfreiheitsgrade besitzen, der Platz im Kristallgitter aber erhalten bleibt.
Flüssigkristalline Mesophasen treten oft bei stäbchenförmigen (kalamitische Flüssigkristalle) oder scheibenförmigen (diskotische Flüssigkristalle) Molekülformen auf. Plastisch kristalline Phasen sind bei sphärischen Molekülformen wie bei Adamantan oder Cuban typisch.
Plastische Kristalle und Flüssigkristalle lassen sich mittels Röntgenbeugung unterscheiden. Während plastische Kristalle auf Grund der noch vorhandenen Fernordnung definierte Bragg'sche Reflexionen ergeben, zeigen sich bei Flüssigkristallen ähnlich wie bei amorphen Strukturen nur breite Reflexe.